# Vissza a farmra
A Vissza a farmra (eredeti cím: Back at the Barnyard) 2007 és 2011 között vetített amerikai rajzfilmsorozat, a 2006-os Pata tanya: Baromi buli című film folytatása. A sorozat alkotója Steve Oedekerk, a történet pedig a filmben szereplő, farmon lakó állatcsapat kalandjait mutatja be. Az eredeti szinkronhangok közt megtalálható Chris Hardwick, Jeff Garcia, Leigh-Allyn Baker, Tino Insana és Cam Clarke.
A sorozatot az Amerikai Egyesült Államokban a Nickelodeon adta 2007. szeptember 29. és 2010. szeptember 18. között, a hátramaradt részeket pedig a Nicktoons mutatta be 2011. szeptember 12. és 2011. november 12. között. Magyarországon szintén a Nickelodeon kezdte adni 2010. április 5-től.
Készült egy videójáték is, Back at the Barnyard: Slop Bucket Games címmel, amit 2008-ban adtak ki Nintendo DS konzolra.

## Cselekménye
A sorozat a Pata tanya eseményei után játszódok és folytatja a farmon lakó, beszélő állatok történetét, akik ezt titkolják a farm gazdája elől. A csapat vezetője és őre Attis (eredeti nyelven: Otis), aki barátaival rengeteg izgalmas kalandba keveredik.

## Szereplők
| Szereplő                  | Színész           | Magyar hang |
| ------------------------- | ----------------- | ----------- |
| Attis                     | Chris Hardwick    |             |
| Cin                       | Jeff Garcia       |             |
| Abby                      | Leigh-Allyn Baker |             |
| Malac                     | Tino Insana       |             |
| Freddy                    | Cam Clarke        |             |
| Kukó                      | Rob Paulsen       |             |
| Lord                      | Dom Irrera        |             |
| Bözsi                     | Wanda Sykes       |             |
| Gülüné                    | Maria Bamford     |             |
| Farmer                    | Fred Tatasciore   |             |
| Eugene "Snotty Boy" Beady | Steve Oedekerk    |             |

## Epizódok
| Évad | Évad | Epizódok | Epizódok             | Eredeti sugárzás     | Eredeti sugárzás     | Eredeti adó |
| Évad | Évad | Epizódok | Epizódok             | Évadpremier          | Évadzáró             | Eredeti adó |
| ---- | ---- | -------- | -------------------- | -------------------- | -------------------- | ----------- |
|      | 1    | 26       | 26                   | 2007. szeptember 29. | 2009. február 24.    | Nickelodeon |
|      | 2    | 26       | 20                   | 2009. február 25.    | 2010. szeptember 18. | Nickelodeon |
| 6    | 2    | 26       | 2011. szeptember 12. | 2011. november 12.   | Nicktoons            |             |

## A videójáték
A sorozat alapján játék is készült Back at the Barnyard: Slop Bucket Games címen, amit Észak-Amerikában 2008. október 20-án mutattak be.